# Krupskoi
Krupskoi (russisch остров Крупской, deutsch auch Krupskaja-Insel) ist eine unbewohnte russische Insel in der Karasee. Sie gehört geographisch zum Archipel Sewernaja Semlja und administrativ zum sibirischen Autonomen Kreis Taimyr, der am 1. Januar 2007 in die Region Krasnojarsk eingegliedert wurde.
Krupskoi liegt südwestlich der Pionier-Insel, von der sie im Norden durch den Saliw Kalinina und im Osten durch den Proliw Lodotschny getrennt ist, der an seiner engsten Stelle nur 100 m misst. Im Süden, hinter dem Proliw Krasnoi Armii (Straße der Roten Armee) liegen die Sedow-Inseln. Krupskoi ist 17,5 km lang und bis zu 10 km breit. Sie ist flach und im Sommer eisfrei. Der mit 49 m höchste Punkt liegt im Nordwesten der Insel.
Krupskoi wurde am 29. Mai 1931 von Georgi Alexejewitsch Uschakow entdeckt und für eine Halbinsel der Pionier-Insel gehalten. Uschakow benannte sie nach Nadeschda Konstantinowna Krupskaja, der russischen Revolutionärin und Ehefrau Lenins.